# Cultura Iranului
Cultura Iranului a fost mereu caracterizată de deschiderea către alte culturi, eclectism și elasticitatea culturală pare a fi o caracteristică definitorie a spiritului persan și cheia longevității sale. Cultura iraniană sau persană este mai veche de 3000 de ani, iar poporul respectă cu mândrie tradițiile sale, având o cultură pluri-activă și axată pe dialog.
Valorile iraniene, enumerate de ei înșiși, sunt în principal:
- Articolul folosește ca sinonime "iranian" și "persan", uneori pentru a denumi Iranul precedent secolului al XX-lea, un nume moștenit de la orientaliști și exploratori occidentali, desigur nu este același lucru, iar acest articol se ocupă de cultura comună a popoarelor care au locuit Podișul Iranian (cunoscut și ca Marele Iran, sau lumea iraniană și alte zone învecinate).

## Artă

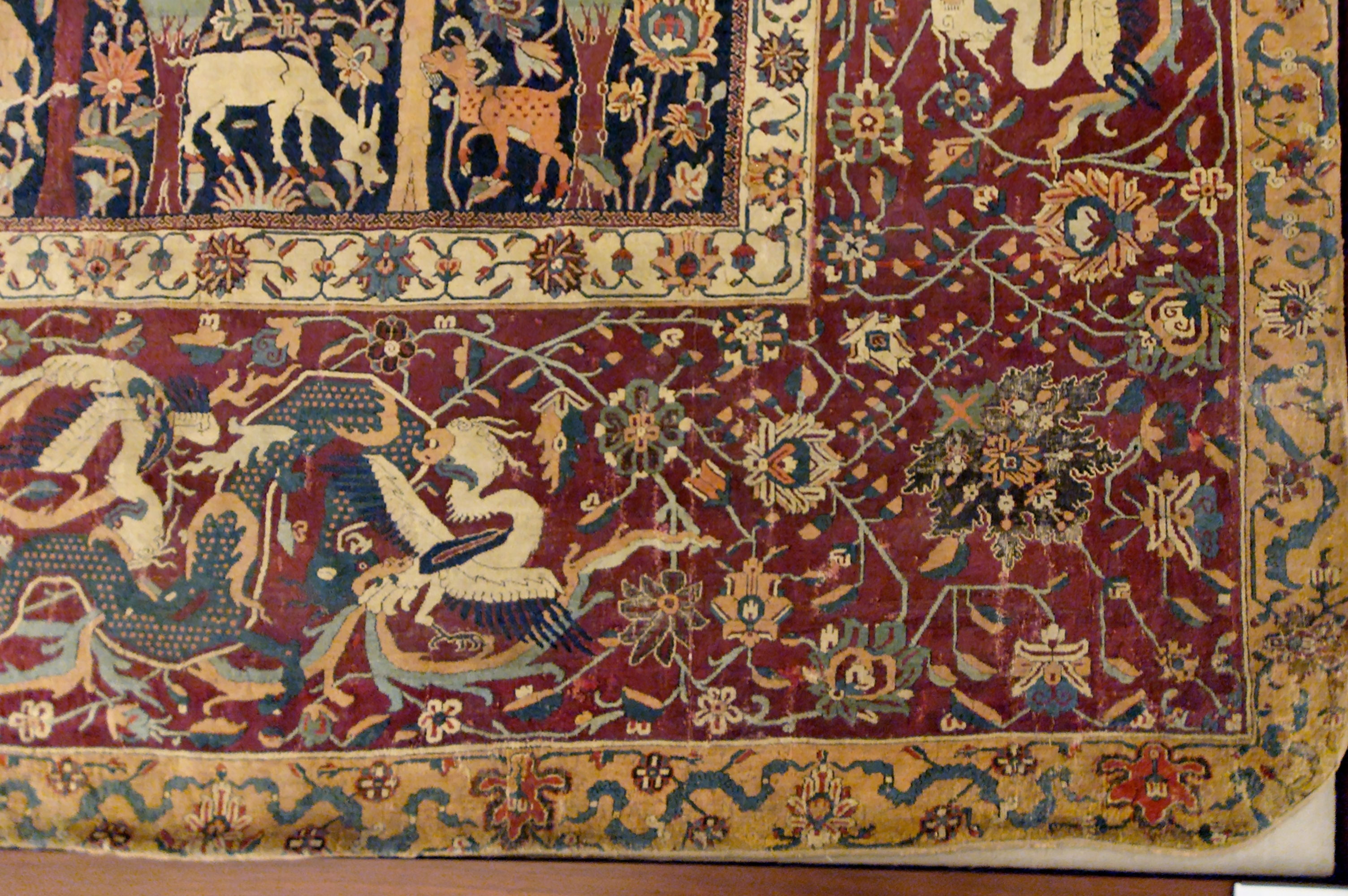
Covor persan de secol XVI (Muzeul Louvre)

Arta iraniană a traversat numeroase faze evolutive. Estetica unică a iranului este evidentă începând cu reliefurile Ahemenide la Persepolis, și până la mozaicurile de la Bishapur. Islamismul a impus schimbări drastice stilurilor și tehnicilor artistice, fiecare dinastie dictând propriul gust. Era Qajarid a constituit ultimul stadiu al artei persane clasice, după care a fost importat modernismul și a fost amalgamat cu elementele școlii estetice tradiționale.

### Limba și literatura
Literatura persană i-a inspirat pe Goethe, Ralph Waldo Emerson și pe mulți alții, fiind considerată deseori cea mai meritevole limbă în slujba poeziei.
Limba persană este o limbă indoeuropeană, din ea luând naștere mai multe dialecte.
Scrisul limbii persane a parcurs nenumărate modificări, ultima modificare luând naștere în secolul 16 (secolul safaviților) odată cu apariția religiei șiite, dar conține mai multe caractere decât araba (are in total 32 de caractere).
Gramatica este total diferită, respectând poziția genului neutru, neexistând gen masculin sau feminin nici pentru obiecte, nici pentru persoane. Gramatica este simplă, cuprinzând numai prezent, viitor și trecut, fără viitor sau trecut apropiat sau îndepartat.

### Cinema
În ultimii 25 de ani, filmele produse de cineaștii iranieni au fost apreciate cu peste 300 de premii internaționale. Unul dintre regizorii cei mai cunoscuți este Abbas Kiarostami.

### Muzica

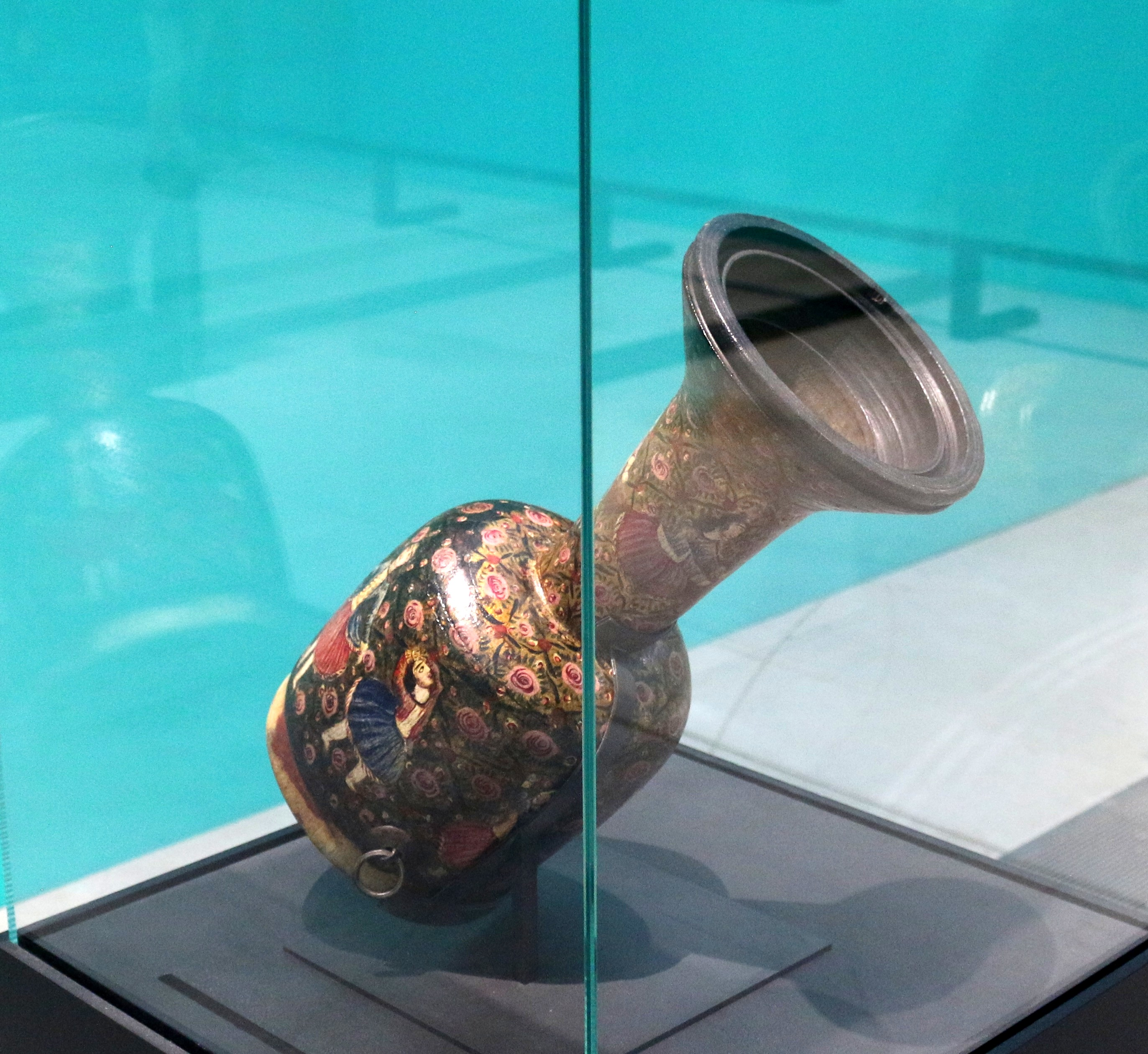
Instrument de percuție din secolul XIX

Muzica persană naște în perioada lui Barbod, la curtea regilor Sassanizi; multe culturi muzicale își recunosc rădăcinile îndepărtate, de exemplu flamenco.

### Dans
Fiecare regiune geografică a Iranului, funcție de preponderența populației (azeri în Azerbaijan, baluci din Balucestan, curzi din Curdestan,etc,,,) practică dansuri specifice zonelor.

### Arhitectura
În linii mari, se disting trei tipuri de arhitectură diferite: cea hakamanesi păstrată încă în Pasargan, 
arhitectura arabă care a luat naștere în seculul 16 (dinastia Safaviti) și
arhitectura modernă aparută în timpul domniei Naseredin Sahe Ghajar.

### Grădina persană
Cea mai imperesionantă este grădina pe lânga hamam (baie) fin din Kashan.

### Arta culinară
Fiecare regiune se bucură de bucătăria proprie. Toate au însă în comun orezul fără apă (care se servește la masa de prânz și seara), orezul persan, cu particulritatea de a fi foarte parfumat, alb și cu bob lung și care este adus pe masă pe un platou ornamentat cu orez îngălbenit cu zaferan. Pe lângă orez se servesc diferite feluri de mâncare preparate din carne de mânzat, oaie sau pește, condimentate cu ierburi, sosuri și khoresti.
Spre deosebire de mâncărurile indiene sau arabe, mâncărurile persane sunt dietetice, nu sunt foarte iuți și majoritatea lor au un gust dulce acrișor.

### Maniere și tabuuri
Musulmanii din Iran nu consumă alcool. Sarab este denumirea vinului, cântat de marii poeți iranieni: Molavi, Hafez, Khaiam etc...
Sarabul a fost interzis de guvernul islamic care a venit la putere după anii 79, chiar dacă consumarea lui în secolul 16, când s-a născut religia șiită, a fost permisă.
Irainienii au un respect deosebit pentru musafiri, tot ce face gazda, este pentru a-și mulțumi musafirul.
În conepția iranienilor, "musafir este omul care a intrat în casă și nu cel care a ieșit pe ușă"!

## Religie

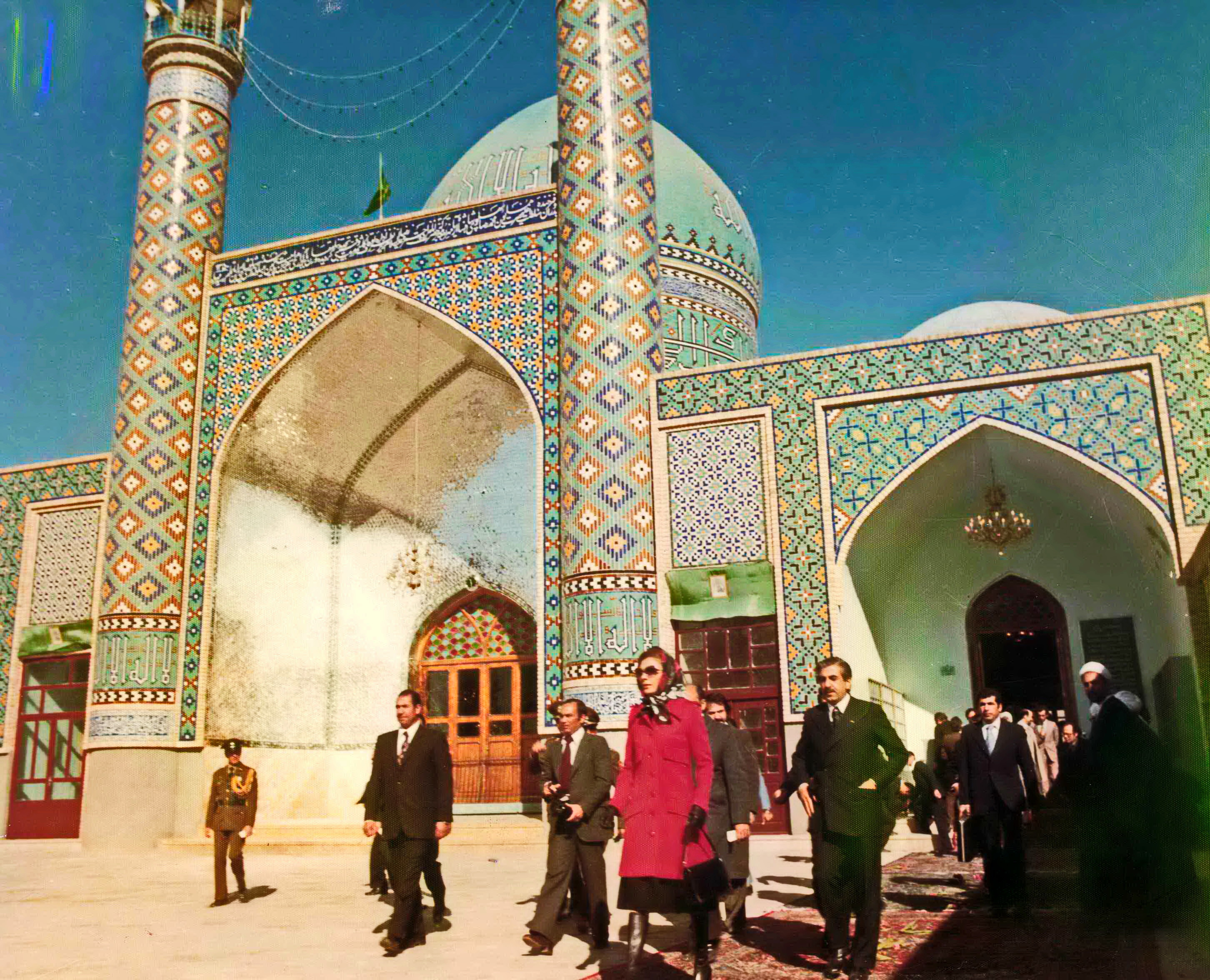
Farah Pahlavi vizitând Imamzadeh Hamzah, cea mai veche moschee a orașului Kashmar din Iran.

Iranul este patria a numeroase religii (zoroastrismul, maniheismul, mazdaismul, yazdanismul, credința Bàbì și credința Bahà'ì),  iar religia a avut dintotdeauna un rol important în cultura iraniană.
În zilele noastre, versiunea Shia a culturii islamice are o mare influență asupra culturii și a identității iraniene.

## Sport
- Jocul de Polo călare a fost inventat de triburile iraniene în vremuri îndepărtate, și a fost practicat pe tot teritoriul până la revoluția din 1979.

După anul 1979, a fost asociat monarhiei și în consecință se juca doar în mediul rural și pe ascuns. Recent, după 2005 a început să fie reevaluat, iar în 2006 campionatul a fost chiar mediatizat, iar meciurile importante sunt transmise de televiziune.

## Femeia în cultura persană
Cea mai cunoscută femeie aparținând culturii persane este Șeherezada, regină mitologică și povestitoare a celor O mie și una de nopți. Fascinantă, fără să se știe cu siguranță cine a fost: poate regina Homay, sau mama lui Harun al-Rashid, Al-Khayzuran, sau un personaj imaginar?
În cultura persană femeia are un rol foarte important; familia este matriarhală, iar femeia după căsătorie își păstrează numele de familie. Pâna la revoluția din 1979, indiferent de dinastie sau politică guvernamentală, persanii și-au păstrat obiceiurile: anul nou persan, calendarul după soare,(pe 21 martie), noruz, sizdahbedar, chaharsanbeh suri etc.
Statul femeii după revoluția islamică a fost tot o identitate păstrată. Chiar sub sclavia de chador, femeia persană a rămas luptătoare, și datoare să își învețe copilul să călărească, să tragă cu arcul și să spună adevărul.